# Vacrothele yunnanica
Vacrothele yunnanica is een spinnensoort uit de familie Macrothelidae. De soort komt voor in China.